# Athamas kochi
Athamas kochi är en spindelart som beskrevs av Jendrzejewska 1995. Athamas kochi ingår i släktet Athamas och familjen hoppspindlar. Inga underarter finns listade.